# 再見安打
再见安打是棒球比賽的用語，一種用安打得分並使比賽直接結束的情形。只有後攻的球隊，才有可能有再見安打。

## 棒球比賽的勝負
正規的棒球比賽，以九局為比賽單位，每局分上下半局，兩隊輪流擔任攻方（打擊）跟守方（守備、投球），打完九局後，兩隊的得分較多者為勝方。若比賽正規局數結束後兩隊仍平手，則可視規則每次進行一局延長加賽，直到分出勝負為止。但若達到賽會限定的局數或比賽時間前仍無法分出勝負，則判定為和局；不設和局制度的賽事，則會以突破僵局制繼續比賽至分出勝負。
以職業比賽的九局制為例，若先攻球隊取得領先，則比賽必須打完九局才能結束；若後攻球隊領先，則會在先攻球隊最後一次進攻機會（亦即九局上半）結束後宣告結束，無須進行後攻隊的最後一次進攻（因為不會影響到比賽勝負）。若比賽原先由先攻球隊領先，按規定進行九局下半的賽事時，後攻球隊反而領先了先攻球隊，此時由於比賽不論是否繼續進行下去都不會影響到勝負，因此會判決後攻球隊勝利。

## 再見安打情形
正規賽最後半局或者延長賽下半局，在防守方（先攻球隊）沒有失誤的情形下，進攻的球隊（後攻球隊）用安打讓比分超前防守方，就可稱為「再見安打」。如果最後擊出的球沒有飛出全壘打牆，則只要代表超前分的跑者回本壘，比賽即宣告結束，打者則獲得與該跑者相同進壘數的壘打數；如果球飛出了全壘打牆，則比賽必須在打者回本壘得分後才會結束，該安打會被紀錄為全壘打，稱之為「再見全壘打」。
打出再見安打或再見全壘打的球員，在賽後一般會受隊友擁抱或潑水慶祝，並獲得單場MVP。

## 再見比賽
視制勝分的取分方式不同，另有「再見保送」、「再見暴投」、「再見失誤」、「再見投手犯規」、「再見觸身球」、「再見捕逸」、「再見不死三振」、「再見高飛犧牲打」等幾種情形，以上統稱「再見比賽」（walk-off）。
以上幾種再見比賽中，再見保送、再見觸身球或再見高飛犧牲打之打者會奪下勝利打點，單場MVP則是追平安打或追平全壘打之打者；其餘再見比賽則沒有勝利打點。
中華職棒尚未出現過「再見不死三振」。

## 外部連結
- 再見安打在台灣棒球維基館上的頁面（繁體中文）